# Multidisciplinariedad
La multidisciplinariedad es una mezcla no-integradora de varias disciplinas en la que cada disciplina conserva sus métodos y suposiciones sin cambio o desarrollo de otras disciplinas en la relación multidisciplinar. Los profesionales implicados en una tarea multidisciplinar adoptan relaciones de colaboración con objetivos comunes.
La multidisciplinariedad se diferencia claramente de la interdisciplinariedad debido a la relación que comparten las disciplinas. En una relación multidisciplinar, esta cooperación "puede ser mutua y acumulativa pero no interactiva" mientras la interdisciplinariedad mezcla las prácticas y suposiciones de las disciplinas implicadas. Es decir, la interdisciplinariedad supone un mayor grado de integración entre las disciplinas.
Hay muchos ejemplos de cómo una idea particular aparece en diferentes disciplinas, casi al mismo tiempo. Un ejemplo es el desplazamiento del enfoque sobre "segmentos especializados de atención" (adoptando una perspectiva particular), hacia la idea de "conciencia sensorial instantánea del todo", una atención al "campo total", un sentido del modelo completo, de forma y función como una unidad", o una "idea integral de estructura y configuración". Esto ha ocurrido en pintura (cubismo), física, poesía, comunicación y teoría de la educación. Según Marshall McLuhan, este cambio de paradigma se debió al paso de la era de la mecanización, que implicaba secuencialidad, a la era de la velocidad instantánea de la velocidad, que implica simultaneidad.
Multidisciplinar, en el ámbito del cuidado de la salud, significa que especialistas en cuidado de la salud de diferentes profesiones trabajan juntos para suministrar diagnósticos, valoraciones y tratamientos, de modo colaborativo, cada uno dentro de su ámbito de práctica y de su área de competencia.